# Crateriola
Crateriola es un género de foraminífero bentónico de estatus incierto, aunque considerado un sinónimo posterior de Cibicides de la subfamilia Cibicidinae, de la familia Cibicididae, de la superfamilia Planorbulinoidea, del suborden Rotaliina y del orden Rotaliida. Su especie tipo era Craterella albescens. Su rango cronoestratigráfico abarcaba el Holoceno.

## Clasificación
Crateriola incluye a la siguiente especie:
- Crateriola albescens